# Francesca Scanagatta
Francesca Scanagatta ou Franziska Scanagatta, née le 1er août 1776 à Milan et morte en 1865 dans la même ville, est une femme officier de l'armée du Saint-Empire.
Jusqu'en 2003, elle était la seule femme à être passée par l'Académie militaire thérésienne et avoir accédé au rang d'officier. Pour ce faire, elle prit la place de son frère et mena une carrière militaire sans que son identité ne fût dévoilée jusqu'en 1801, date à laquelle elle quitta l'armée. François II apprit finalement la vérité, mais décida de lui accorder une pension.

## Biographie
En 1794, le père de Francesca décida d'envoyer son frère Giacomo à l'Académie militaire de Wiener Neustadt et destina Francesca à suivre sa scolarité dans un couvent. Giacomo confia à sa sœur qu'il n'avait aucun goût pour la vie militaire. « Cette confidence du frère fit naître dans l'esprit aventureux de Francesca le projet audacieux d'entrer à l'Académie militaire à la place de son frère ». Plusieurs circonstances l'y aidèrent. Le frère et la sœur partirent pour Vienne sous la garde d'un secrétaire particulier qui ignorait que l'un des « frères » qu'il accompagnait était une fille déguisée en garçon. En tant qu'élève externe à l'Académie, Francesca logeait chez le médecin-chef de l'Académie et n'était pas obligée de loger avec ses camarades. À force d'astuce et de ténacité, elle put conserver son incognito pendant tout le temps de ses études. En janvier 1797, elle fut nommée sous-lieutenant dans le 6e régiment d'Infanterie frontalier de Varaždin. Elle commanda un détachement lors d'une campagne en 1797 où son action fut appréciée. En 1798, elle fut mutée au 56e régiment d'Infanterie en Galicie où son identité faillit être découverte, puis rejoignit une unité au combat. Elle participa au siège de Gênes avec le 12e régiment d'Infanterie et s'illustra dans la défense de l'avant-poste de Barba où elle fut sévèrement blessée, ce qui lui valut à nouveau le risque d'être confondue. Le 1er février 1800, elle fut promue lieutenant et rendit visite à ses parents à Milan. Ceux-ci la convainquirent alors de mettre fin à sa carrière militaire ; son père se tourna vers le général Michael von Melas et obtint un congé de durée indéterminée pour Francesca, puis en 1801 une mise à la retraite avec versement d'une pension. Trois ans plus tard, elle se fiança avec un ancien élève de l'Académie de Wiener Neustadt qui avait appris entretemps que son ancien condisciple était une fille. « Après plus de vingt ans de mariage, son époux mourut et elle devint la seule personne en Autriche à bénéficier, par décret impérial, à la fois de la pension de veuvage de son époux major et du bénéfice de sa pension de retraite ». Elle resta à la disposition de l'armée impériale : quand celle-ci dut temporairement évacuer Milan en 1848, elle s'occupa des blessés restés en arrière. Lors de la célébration du centenaire de l'Académie, elle lui adressa ses « félicitations dévouées » et signa « Franz Scanagatta, Lieutenant, veuve Major Spini », billet aujourd'hui conservé au musée de l'Académie. Elle vécut assez longtemps pour voir l'aîné de ses petits-fils lui aussi entrer à l'Académie militaire de Wiener Neustadt, avant de mourir dans sa ville natale.